# Métal Hurlant
Métal Hurlant är en fransk serietidning. Den startades 1975 och gavs ut fram till 1987. Senare, mer kortlivade omstarter har skett 2002, 2006 och 2021.
Tidningen var en av de allra första vuxenserietidningarna, och innehållet präglades av science fiction-serier. Tidningar med liknande namn och innehåll startades därefter i ett antal länder, inklusive Heavy Metal i USA och både Pulserande Metal och Tung Metall i Sverige.

## Historik
Tidningen lanserades i januari 1975 av förlaget Les Humanoïdes Associés, lett av Jean Giraud, Philippe Druillet, Jean-Pierre Dionnet och Bernard Farkas. Första numret var på 68 sidor, varav 16 i färg. Utgivningstakten i början var ett nummer i kvartalet. Vid nummer 7 gick man över till utgivning varannan månad och efter nummer 9 till månadsutgivning; samtidigt införde man en framsidesetikett där man markerade att det var en tidning för vuxna.
1985 köpte Hachette publikationen, och samtidigt ersattes Dionnet som redaktör av Jean-Luc Fromental. I september 1986 (med nummer 123) tog en ny redaktion över, med C Generot som redaktör. Tidningens popularitet hade dock minskat och kvaliteten försämrats, så redan ett knappt år senare – i augusti 1987 – kom nummer 133 ut som det sista i serien.

### Systertidningar
Métal Hurlant hade även antal systertidningar på förlaget Les Humanoïdes Associées. Dessa var Ah! Nana (1976–78, nio nummer), Rigolo (1983–84, tolv nummer) och Métal Aventure (1983–85, tio nummer). Den förstnämnda var en feministisk serietidning med en avantgardistisk vinkel. De två senare riktade in sig på humor och äventyr, den senare en genre som under 1980-talet hade en modeperiod tack vare serieskapare som François Bourgeon och tidningar som Circus.

### Utländska efterföljare
1977 startade en amerikansk version av tidningen, Heavy Metal. Den var till en början knuten till Métal Hurlant men började snart leva ett eget liv. I Sverige kom tidningarna Pulserande Metal (1984) och Tung Metall (1986–90).
Även i andra länder startades vuxenserietidningar som var mer eller mindre inspirerade av Métal Hurlant. Dessa inkluderade tyska Schwermetall (1980–99), danska Total Metal (1984–86) och argentinska Fierro (1984–92).

### Senare omstarter
En ny version av Métal Hurlant startades i juli 2002. Denna gavs ut med text på flera olika språk – engelska, franska, spanska och portugisiska. Denna inkarnation gavs ut i mindre serietidningsformat och varannan månad, med ett sista nummer i december 2004. 2006 återstartades tidningen igen med ett enstaka nummer.
2021 omstartades tidningen för andra gången, denna gång som en tjock kvartalstidning med en mängd kortare serier. En ny generation serieskapare bidrog till materialet, inklusive namn som Mathieu Bablet, Ugo Bienvenu och Berliac och icke-franska kreatörer från Polen, Australien och Nordamerika. Produktionen av debutnumret 2021 leddes den ursprungliga chefredaktören Jean-Pierre Dionnet. Finansieringen av nystarten hanterades via mer än 3 500 gräsrotsfinansiärer och 14 000 förbetalda prenumerationer. Liknande försök att relansera tidningen även för en engelskspråkig publik har skett.

## Innehåll och betydelse
Innehållet under den klassiska utgivningen 1975–1987 var främst science fiction, fantasy eller av skräckkaraktär. Serieskapare som man kunde finna i tidningen var till exempel Mœbius, Philippe Druillet, Richard Corben, Enki Bilal och Yves Chaland. Utöver ovannämnda serieskapare bidrog folk från bland annat Italien, Spanien, Nederländerna. Dessutom fanns franska namn som Caza, Nicole Claveloux, Serge Clerc, Jean-Claude Forest, F'Murr, Dominique Hé, Sergio Macedo, Francis Masse, Jacques Tardi och Réné Pétillon.
Métal Hurlants första decennium sammanföll med en "guldålder" i utvecklingen av SF-serier, och tidningens oroande eller poetiska serier i genren var då i nivå med den tiden mer experimentella SF-litteratur. Det inflytelserika bildspråket i serierna spreds via tidningen långt utanför Frankrikes gränser, och de kommande åren startades en mängd snarlika vuxenserietidningar i både Europa, Syd- och Nordamerika.
Bortom serievärlden inspirerade tidningen och dess bidragsgivare kretatörer i ett antal andra medier. Dessa inkluderade Ridley Scott, George Lucas, Luc Besson, William Gibson och Hayao Miyazaki.